# 오산초등학교 (진도군)
오산초등학교는 대한민국 전라남도 진도군에 있는 공립 초등학교이다.

## 학교 연혁
- 일자미상 고성국민학교 오산분교 설립 인가
- 1944년 10월 8일: 오산분교장 개교
- 1947년 10월 20일: 오산국민학교 승격 분리
- 2000년 3월 1일: 향동초등학교 분교장 격하 편입, 금호도분교장 편입
- 2009년 9월 1일: 향동분교장 폐교 및 본교 통폐합

## 참고 자료
- 오산초등학교 - 한국교육학술정보원 학교알리미